# أسنان ولادية
الأسنان الولادية هي الأسنان التي تكون موجودة عند الولادة.
وأسنان الأطفال حديثي الولادة هي الأسنان التي تخرج اللثة أثناء الشهر الأول من الولادة.
ويختلف ظهور أسنان حديثي الولادة اختلافًا كبيرًا، حيث تتراوح النسبة 1:700 - 1:30000 وذلك استنادًا إلى نوع الدراسة. وتوجد أعلى نسبة في الدراسة التي تعتمد على الفحص الشخصي للمرضى.

## معلومات تقديمية
في معظم الأحيان تكون الأسنان الولادية عبارة عن قواطع وسطى سفلية. ولديها بنية جذرية ضعيفة وتتصل بنهاية اللثة بواسطة الأنسجة الرخوة وغالبًا ما تكون غير ثابتة.

## الأسباب
وفي معظم الوقت، لا ترتبط الأسنان الولادية بحالة طبية. ومع ذلك، في بعض الأحيان قد ترتبط بـ:
- متلازمة إليس-فان كريفلد[4][5]
- متلازمة هاليرمان-سترايف[4]
- متلازمة بيير روبين[4]
- متلازمة سوتو[4]

## العلاج
لا يُنصح عادة بأي تدخل إلا إذا كانت الحالة تسبب صعوبة للرضيع أو الأم.
ومع ذلك، ينصع البعض بإزالة هذه الأسنان نظرًا لأن هذه الأسنان قد تقطع أو تبتر طرف اللسان.
1. يجب الحصول على صور شعاعية للأسنان كلما كان ذلك ممكنًا قبل إزالة الأسنان الولادية من أجل تقديم المشورة على نحو أفضل للوالدين بشأن المضاعفات.
2. يجب ترك الأسنان الولاية في الفم لأطول وقت ممكن من أجل تقليل احتمال إزالة براعم الأسنان الدائمة مع الأسنان الولادية.
3. يجب الحصول على موافقة الوالدين والتخلص من نقص بروثرومبين الدم لدى الأطفال حديثي الولادة قبل إزالة الأسنان الولادية.
4. يُوصى بتقديم تقييم بعد العملية الجراحية من قِبل طبيب أسنان أطفال من أجل الحصول على الصور الشعاعية التشخيصية والعلاج اللازم.[6]

## حالات مشهورة تاريخياً
- نابليون بونابرت [7]
- لويس الرابع عشر[7]
- ريتشارد الثالث[7]
- إيفان الرابع[7]